# 아파트먼트 7A
《아파트먼트 7A》(영어: Apartment 7A)는 2024년 공개된 미국의 심리 공포 영화이다. 내털리 에리카 제임스가 감독과 공동 각본을 맡았다. 1968년 영화 《로즈메리의 아기》의 프리퀄 작품이다.

## 출연진
- 줄리아 가너 - 테리사 "테리" 지노프리오 역
- 다이앤 위스트 - 미니 캐스터벳 역
- 짐 스터지스 - 앨런 마섄드 역
- 케빈 맥낼리 - 로먼 캐스터벳 역
- 말리 시우 - 애니 렁 역
- 앤드루 버컨 - 리오 와츠 역
- 로지 매큐언 - 비라 클라크 역
- 티나 그레이 - 가디니아 부인 역
- 패트릭 리스터 - 새퍼스틴 의사 역
- 코브나 홀드브룩스미스 - BJ 역
- 퍼트리샤 존스 - 클레어 수녀 역